# Campeonato Matogrossense
Campeonato Matogrossense – ligowe mistrzostwa brazylijskiego stanu Mato Grosso.

## Format
Pierwsza liga 2006
- Pierwszy etap

Kluby podzielone są na dwie grupy po 6 drużyn, które rozgrywają mecze systemem każdy z każdym mecz i rewanż. Następnie zwycięzcy grup grają mecz i rewanż o zwycięstwo w etapie. Kluby, które zajęły ostatnie miejsca w swoich grupach spadły do drugiej ligi.
- Drugi etap

Kluby podzielone są na dwie grupy po 5 klubów. Tym razem kluby z jednej grupy grają systemem mecz i rewanż z klubami z drugiej grupy. Zwycięzcy obu grup grają mecz i rewanż o zwycięstwo w drugim etapie.
- Trzeci etap

Zwycięzca pierwszego etapu gra mecz i rewanż ze zwycięzcą drugiego etapu o mistrzostwo stanu. Klub, który wygrał oba etapy zostaje mistrzem bez gry.
Jak we wszystkich brazylijskich rozgrywkach format może ulegać częstym zmianom.

## Kluby
Pierwsza liga 2006
- Barra do Garças Futebol Clube
- Cacerense Esporte Clube
- Clube Esportivo Dom Bosco
- Cuiabá Esporte Clube S/C Ltda
- Grêmio Esportivo Jaciara
- Luverdense Esporte Clube
- Mixto Esporte Clube
- Operário Futebol Clube Ltda
- Santa Cruz Esporte Clube
- Sociedade Esportiva Vila Aurora
- Sorriso Esporte Clube
- União Esporte Clube

## Lista mistrzów
- 1943 Mixto
- 1944 Americano
- 1945 Mixto
- 1946 Atlético
- 1947 Mixto
- 1948 Mixto
- 1949 Mixto
- 1950 Atlético
- 1951 Mixto
- 1952 Mixto
- 1953 Mixto
- 1954 Mixto
- 1955 Atlético
- 1956 Atlético
- 1957 Atlético
- 1958 Dom Bosco
- 1959 Mixto
- 1960 Dom Bosco
- 1961 Mixto
- 1962 Mixto
- 1963 Dom Bosco
- 1964 Operário (VG)
- 1965 Mixto
- 1966 Dom Bosco
- 1967 Operário (VG)
- 1968 Operário (VG)
- 1969 Mixto
- 1970 Mixto
- 1971 Dom Bosco
- 1972 Operário (VG)
- 1973 Operário (VG)
- 1974 Operário (CG)
- 1975 Comercial (CG)
- 1976 Operário (CG)
- 1977 Operário (CG)
- 1978 Operário (CG)
- 1979 Mixto
- 1980 Mixto
- 1981 Mixto
- 1982 Mixto
- 1983 Operário (VG)
- 1984 Mixto
- 1985 Operário (VG)
- 1986 Operário (VG)
- 1987 Operário (VG)
- 1988 Mixto
- 1989 Mixto
- 1990 Sinop
- 1991 Dom Bosco
- 1992 Sorriso
- 1993 Sorriso
- 1994 Operário (VG)
- 1995 Operário (VG)
- 1996 Mixto
- 1997 Operário (VG)
- 1998 Sinop
- 1999 Sinop
- 2000 Juventude
- 2001 Juventude
- 2002 Operário (VG)
- 2003 Cuiabá
- 2004 Cuiabá
- 2005 Vila Aurora
- 2006 Operário (VG)
- 2007 Cacerense
- 2008 Mixto
- 2009 Luverdense
- 2010 União Rondonópolis
- 2011 Cuiabá
- 2012 Luverdense
- 2013 Cuiabá

### Kluby według tytułów
- 24 – Mixto
- 14 – Operário (VG)
- 6 – Dom Bosco
- 5 – Atlético
- 4 – Operário (CG), Cuiabá
- 3 – Sinop
- 2 – Juventude, Luverdense, Sorriso
- 1 – Comercial (CG), Americano, Vila Aurora, Cacerense, União Rondonópolis